# 高铼酸镍
高铼酸镍是一种无机化合物，化学式为Ni(ReO4)2。

## 制备
高铼酸溶液溶解镍的氢氧化物或碳酸盐，得到高铼酸镍。

## 化学性质
高铼酸镍在炽热时分解，生成一氧化镍和七氧化二铼：
Ni(ReO4)2 → NiO + Re2O7